# 田村領平
田村 領平（たむら りょうへい、1984年5月3日 - ）は、和歌山県和歌山市出身の元プロ野球選手（投手）。左投左打。元プロ野球選手の田村政雄は実父。同じく元プロ野球選手の福嶋久晃、プロゴルファーの福嶋晃子は親戚にあたる。 

## 経歴
2002年のドラフトで阪神タイガースに8位で指名され入団。父の政雄も1975年のドラフトで大洋ホエールズから1位で指名されており、史上6組目の親子指名となった。
威力のある速球に魅力のある左腕ということで、井川慶の後継者と期待されたが、プロ入り前から一部で不安視されていた決め球不足がなかなか改善されず、二軍でも特別目立った成績を残せなかった。2007年オフ、阪神での5年間で一度も一軍登板の機会がないまま戦力外通告を受けた。11月17日の第1回12球団合同トライアウト、11月21日に千葉マリンスタジアムで行われた千葉ロッテマリーンズの入団テストを受験。育成選手としてロッテに入団した。
しかし、支配下登録されることなく2010年10月2日、翌年の契約を更新しない旨とあわせて、2011年シーズンよりスタッフとしてロッテ球団に在籍することが発表された。その後2019年まで打撃投手を務め、2020年から一軍スコアラーに就任する。

## 詳細情報

### 年度別投手成績
- 一軍公式戦出場なし

### 背番号
- 56 （2003年 - 2007年）
- 126 （2008年 - 2010年）
- 112 （2011年 - 2019年）

### 登場曲
- 「Barracuda」Heart（2004年）
- 「花」ORANGE RANGE（2005年）
- 「Try」Vader（2006年 - 2007年）